# Multiflow Computer
Multiflow Computer, Inc. — американская компания, созданная 3 апреля 1984 года для производства и продажи мини-суперкомпьютеров, основанных на инновационной технологии VLIW, и программного обеспечения для них. Основателями компании были автор идеи VLIW профессор Йельского Университета Джозеф «Джош» Фишер (Joseph (Josh) Fisher) и его коллеги Джон Руттенберг (John Ruttenberg) и Джон О’Доннелл (John O’Donnell).
Минисуперкомпьютеры Multiflow Trace были способны выполнять за один цикл 7, 14 или 28 операций. Они помещались специальным компилятором в одно «широкое» командное слово, которое могло достигать размера 1024 бит в зависимости от модели. Первые модели Trace 7/200 и 14/200 были представлены на рынке в январе 1987 года. Процессоры для машины были выполнены по КМОП-технологии на TTL-логике и работали с временем на такт 65 нс. Для вычислений с плавающей запятой машины комплектовались сопроцессорами Weitek. Серия 300 компьютеров Trace 7/300, 14/300 и 28/300 была представлена в июле 1988 года. Третье поколение машин Trace с временем на такт 15 нс так и не увидело свет.
Компания прекратила свою деятельность в марте 1990, продав в общей сложности 125 VLIW-минисуперкомпьютеров в США, Европе и Японии.
Несмотря на провал, Multiflow продемонстрировала, что VLIW-архитектура имеет право на существование и может быть успешно реализована, что для многих компьютерных инженеров того времени было полным сюрпризом. Несмотря на всю свою неоднозначность, технология VLIW до сих пор используется от высокопроизводительных вычислительных системах до встроенных систем и постепенно прокладывает путь к системам общего назначения.